# Jikes
Jikes – darmowy kompilator języka Java stworzony przez firmę IBM, dostępny jako otwarte oprogramowanie. Od 2004 projekt nie jest rozwijany.

## Historia
Jikes po raz pierwszy został udostępniony jako wersja alpha w kwietniu 1997, w wersji dla Linuksa 15 czerwca następnego roku. Od razu zdobył dużą popularność i ostatecznie firma IBM przychylając się do wielu głosów użytkowników otworzyła źródła programu. Obecnie w projekcie nie bierze udziału nikt z firmy, jest utrzymywany przez ochotników.
Jikes podobnie jak standardowy kompilator Suna kompiluje kod źródłowy do kodu pośredniego wirtualnej maszyny Javy.
Wraz z programem dostępne są dodatki, jak Jikes Parser Generator oraz zestaw do przeprowadzania testów.

## Licencja
Kod źródłowy jest dostępny na licencji IBM Public Licence, zatwierdzonej jako zgodną ze standardami open source przez Open Source Initiative.

## Dostępność
Jikes jest dostępny dla platformy MS Windows oraz wielu dystrybucji Linuksa (Debian, SuSE, Gentoo, Mandrakelinux, Yellow Dog Linux) oraz FreeBSD i NetBSD. Istnieją też wersje przeniesione na Mac OS oraz AmigaOS.
Większość środowisk programistycznych Javy można skonfigurować tak, by współpracowały z Jikesem.